# Achim Bitter
Achim Bitter (* 1960 in Twistringen) ist ein deutscher Künstler.

## Leben und Werk
Achim Bitter studierte Fotografie/Film an der Fachhochschule Bielefeld und anschließend Freie Kunst an der Hochschule für bildende Künste Hamburg. Seit 1993 war er gelegentlich als Dozent tätig und hatte Lehraufträge an den Kunsthochschulen Bremen, Kiel, Stuttgart und Hamburg. Er ist Mitbegründer von Treasure-Land, einer Initiative, die Projekte im städtischen Raum realisiert. Achim Bitter lebt und arbeitet in Bremen.
Seit Anfang der 90er Jahre beschäftigt sich Achim Bitter mit dem Stadtraum als Ausgangspunkt für ortsspezifische, prozesshafte Raumproduktionen.
Die Installationen beziehen den Besucher unmittelbar physisch in das Werk ein und fordern seine Rolle und Wahrnehmung aktiv heraus. Achim Bitter arbeitet mit dem, was da ist. Er sammelt Reste und verwendet das „Material der Strasse“. Der Stadtraum dient ihm als Ideen- und Materiallager.
Er stapelt Kisten, Möbel, Schränke, Paletten und was sonst gewöhnlich auf dem Sperrmüll vorzufinden ist zu großen begehbaren Raumskulpturen, zu Räumen im Raum, sei es als Bibliothek, Kino oder als Labyrinth. Unterstützung erfährt er durch soziale Einrichtungen (Arbeitsloseninitiativen, Sozialkaufhäuser, Recyclingbörsen), die ihm diverses Material und Teile von Wohnungseinrichtungen zur Verfügung stellen. 
Das Rohe und Einfache ist ein Merkmal seiner ästhetischen Praxis. Videoarbeiten, Fotokopien, Bücher, Fotografien, Projektionen, eigenes und fremdes Bildmaterial, Abbildungen aus Zeitungen, Magazinen und Heften füllen die Wände und Räume seiner begehbaren Installationen. Hier vermischen sich Gegenwart und Vergangenheit, Realität und Fiktion. 
Nach Ausstellungsende werden zumeist die Installationen aufgelöst, einiges Material für neue Arbeiten recycelt oder aber an die Leihgeber zurückgegeben. 
In den Arbeiten von Achim Bitter sind die Grenzen zwischen Kunst und Alltag aufgehoben. Ästhetische Wertesysteme werden in Frage gestellt.

## Preise und Auszeichnungen
- 1987: Stipendium des Deutsch-Französischen Jugendwerks
- 1989: Künstlerförderung der Stadt Bremen
- 1996: Stipendium der Stadt Delmenhorst
- 1998: Arbeitsstipendium des Kunstfonds e.V. Bonn
- 1999: Rompreis Villa Massimo, Rom
- 2022: Neustart Kultur - Stipendium der Stiftung Kunstfonds
- 2023: NeustartPlus - Stipendium der Stiftung Kunstfonds

## Öffentliche Sammlungen
- Städtische Galerie Bremen
- Kunsthalle Bremerhaven
- Städtische Galerie Delmenhorst
- Hamburger Kunsthalle

## Ausstellungen (Auswahl)
- 1992: „Danach zu Hegel“, Parabolica Spaces, Berlin / Salle de Bains, Rotterdam
- 1995: Kunst auf Kampnagel, Hamburg
- 1996: Städtische Galerie, Delmenhorst
- 1997: „Bali“, Club Römerstraße (mit Korpys/Löffler), Akademie Schloss Solitude, Stuttgart
- 1999: Villa Massimo, Rom
- 1999: „Durchreise“, Künstlerhaus Bethanien, Berlin
- 2000: „ein/räumen. Arbeiten im Museum“, Kunsthalle Hamburg
- 2001: „Citystripping“, Gesellschaft für Aktuelle Kunst, Bremen
- 2001: „Archisculptures. Über die Beziehungen zwischen Architektur, Skulptur und Modell.“ Kunstverein Hannover
- 2003: „Modern Islands. Zur De – Konstruktion von Zukunft“, Pragerstrasse, Dresden
- 2004: Kunsthalle Bremerhaven
- 2005: Kunstverein Ruhr, Essen
- 2006: „ORR“, Stadtbild.Intervention, Pulheim
- 2008: „Gegenmaßnahme“, Kunstverein Aichach
- 2009: „Man Son 1969. Vom Schrecken der Situation“, Hamburger Kunsthalle
- 2014: Kabinett für aktuelle Kunst, Bremerhaven
- 2016: „Künstlerräume“, Museum Weserburg, Bremen
- 2019: „Der Traum der Bibliothek“, Museum für Gegenwartskunst, Siegen